# Trnovec Bartolovečki
Trnovec Bartolovečki es un municipio de Croacia en el condado de Varaždin.

## Geografía
Se encuentra a una altitud de 165 m s. n. m. a 83,5 km de la capital nacional, Zagreb.

## Demografía
En el censo 2011, el total de población del municipio fue de 6884 habitantes, distribuidos en las siguientes localidades:
- Bartolovec - 749
- Trnovec Bartolovečki - 4185
- Šemovec - 916
- Štefanec - 412
- Zamlaka - 445
- Žabnik - 177

| Gráfica de población de Trnovec Bartolovečki 1857-2011              |
|                                                                     |
| Según los censos de población de la oficina estadística de Croacia. |